# Upson County
Upson County är ett administrativt område i delstaten Georgia, USA, med 27 153 invånare.  Den administrativa huvudorten (county seat) är Thomaston. 

## Geografi
Enligt United States Census Bureau har countyt en total area på 849 km². 843 km² av den arean är land och 6 km² är vatten.

### Angränsande countyn
- Lamar County, Georgia - nord
- Pike County, Georgia - nord
- Monroe County, Georgia - nordost
- Crawford County, Georgia - sydost
- Taylor County, Georgia - syd
- Talbot County, Georgia - sydväst
- Meriwether County, Georgia - nordväst